# Pseudolachnostoma brasiliense
Pseudolachnostoma brasiliense är en oleanderväxtart som först beskrevs av Rudolf Schlechter, och fick sitt nu gällande namn av Morillo. Pseudolachnostoma brasiliense ingår i släktet Pseudolachnostoma och familjen oleanderväxter. Inga underarter finns listade i Catalogue of Life.